# خبرگزاری آنسا
آجنزیا ناتزیوناله استامپا آسوچاتا یا «آنسا» (ایتالیایی: Agenzia Nazionale Stampa Associata به معنی «آژانس ملی مطبوعات وابسته») (مخفف انگلیسی: ANSA) خبرگزاری پیشتاز در ایتالیا و از خبرگزاری‌های مطرح جهان است. آنسا یک تعاونی غیرانتفاعی است که ۳۶ سازمان خبرگزاری پیشتاز در ایتالیا تشکیل‌دهندهٔ اعضا و مالکین آن هستند.
خبرگزاری «آنسا» که به عنوان خبرگزاری رسمی ایتالیا نیز مشهور است، در سال ۱۹۴۵ تأسیس شده‌است. این خبرگزاری استقلال، سرعت، جامعیت، و اعتبار در پوشش و انعکاس اخبار را به عنوان ارزش‌های رسانه ای خود اعلام کرده‌است.
علاوه بر زبان ایتالیایی، زبان انگلیسی، اسپانیایی و پرتقالی نیز از دیگر زبان‌های این خبرگزاری است. این خبرگزاری برای انعکاس اخبار ایتالیا و رخدادهای بین‌المللی، دارای ۲۲ دفتر در ایتالیا و ۷۳ دفتر در سراسر جهان است. بر اساس آمار وب گاه این خبرگزاری، آنسا روزانه ۳۷۰۰ خبر، ۱۷۰۰ عکس و ۶۰ ویدئو مخابره می‌کند.
خبرگزاری آنسا یکی از ۳۳ عضو اتحادیه خبرگزاری‌های کشورهای اروپایی (EANA) است.